# Arden debe morir
Arden debe morir (título original en alemán, Arden muss sterben) es una ópera con música de Alexander Goehr y libreto en alemán de Erich Fried, con una versión en inglés, Arden Must Die de Geoffrey Skelton. El estreno británico se hizo en el Teatro Sadler's Wells de Londres el 17 de abril de 1974, dirigido por Meredith Davies.
Narra la historia del asesinato de Thomas Arden por su esposa Alice y el amante de ella, llamado Mosbie. El libreto se basa en dos relatos del siglo XVI sobre el asesinato, esto es, la versión del cronista Raphael Holinshed y la obra de teatro anónima Arden of Faversham.